# شاه‌ماهی رودخانه
شاه‌ماهی‌های رودخانه (نام علمی: Alosa) سرده‌ای از شگ‌ماهیان است؛ گروهی از ماهیان که ساردین و شاه‌ماهی نیز جزوشان است. شاه‌ماهی‌های رودخانه به واسطه تخم‌گذاریشان در رودخانه‌ها از دیگر اعضای این تیره متمایز می‌شوند.
چندین گونه از شاه‌ماهی رودخانه را می‌توان در اقیانوس اطلس، دریای مدیترانه، و دریای خزر یافت.

## توصیف
شاه‌ماهی‌های رودخانه اغلب به رنگ تیره در پشت بدن و بالای سر هستند. بعضی از آن‌ها نیز دارای پشت قهوه‌ای یا سبز هستند. بر روی بدن و پشت سر، چندین نقطه رنگی وجود دارند که از یک گونه تا گونه دیگر متفاوت هستند. بیشتر این گونه‌ها کمتر از ۳۰۰ گرم وزن دارند، ولی Alosa pontica می‌تواند تا ۲ کیلوگرم نیز وزن به دست آورد.
این ماهی‌ها توانایی نادری در تشخیص امواج صوتی با بسامد بالا دارند. آن‌ها این توانایی را در طی فرگشت همگرا با دلفینها به دست آوردند، چرا که دلفین‌ها با ایجاد امواج صوتی و سوت‌های بسامد بالا، به پژواک‌یابی و پیدا کردن طعمه می‌پردازند. شاه‌ماهی‌های رودخانه با شنیدن صدای این سوت‌ها پراکنده شده و فرار می‌کنند.